# Cheiramiona muvalensis
Cheiramiona muvalensis là một loài nhện trong họ Miturgidae.
Loài này thuộc chi Cheiramiona. Cheiramiona muvalensis được miêu tả năm 2003 bởi Lotz.